# Encyclia adenocarpa
Encyclia adenocarpa är en orkidéart som först beskrevs av Juan José Martinez de Lexarza, och fick sitt nu gällande namn av Rudolf Schlechter. Encyclia adenocarpa ingår i släktet Encyclia och familjen orkidéer. Inga underarter finns listade i Catalogue of Life.

## Bildgalleri

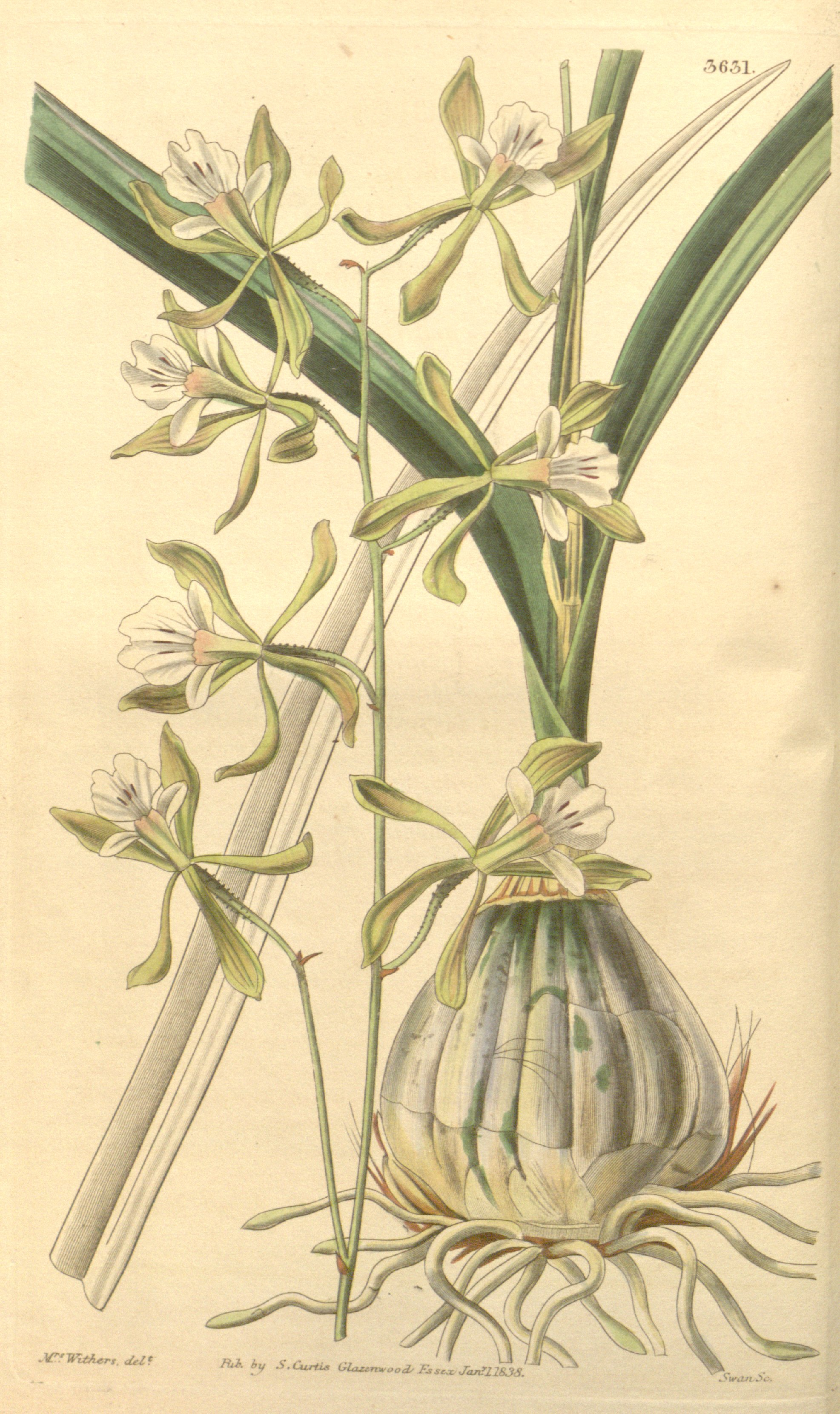